# Santa Teresa
Santa Teresa del Tuy – miasto w Wenezueli w stanie Miranda. W 2006 roku liczyło 286 tys. mieszkańców